# Jennifer Johnston
Jennifer Johnston (Dublino, 12 gennaio 1930 – Dún Laoghaire, 25 febbraio 2025) è stata una scrittrice irlandese, vincitrice del Whitbread Book Awards per The Old Jest nel 1979, e selezionata per il Booker Prize nel 1977.
The Old Jest, un romanzo sulla guerra di Indipendenza Irlandese, fu poi ridotto nel film The Dawning, con Anthony Hopkins, prodotto da Sarah Lawson e diretto da Robert Knights.

## Biografia
Nata a Dublino dall'attrice e regista Shelah Richards e dal commediografo Denis Johnston, era cugina dell'attrice Geraldine Fitzgerald. Fu battezzata presso la Chiesa d'Irlanda: molti dei suoi romanzi trattano delle problematiche della Chiesa stessa nel XX secolo. Studiò al Trinity College Dublin e visse poi a Derry, in Irlanda del Nord. 
Fu membro di Aosdána, associazione irlandese di personalità che hanno raggiunto particolari distinzioni nell'ambito delle arti.
Morì in un'infermeria di Dún Laoghaire nel 2025; gli ultimi suoi anni erano stati caratterizzati da demenza.

## Riconoscimenti

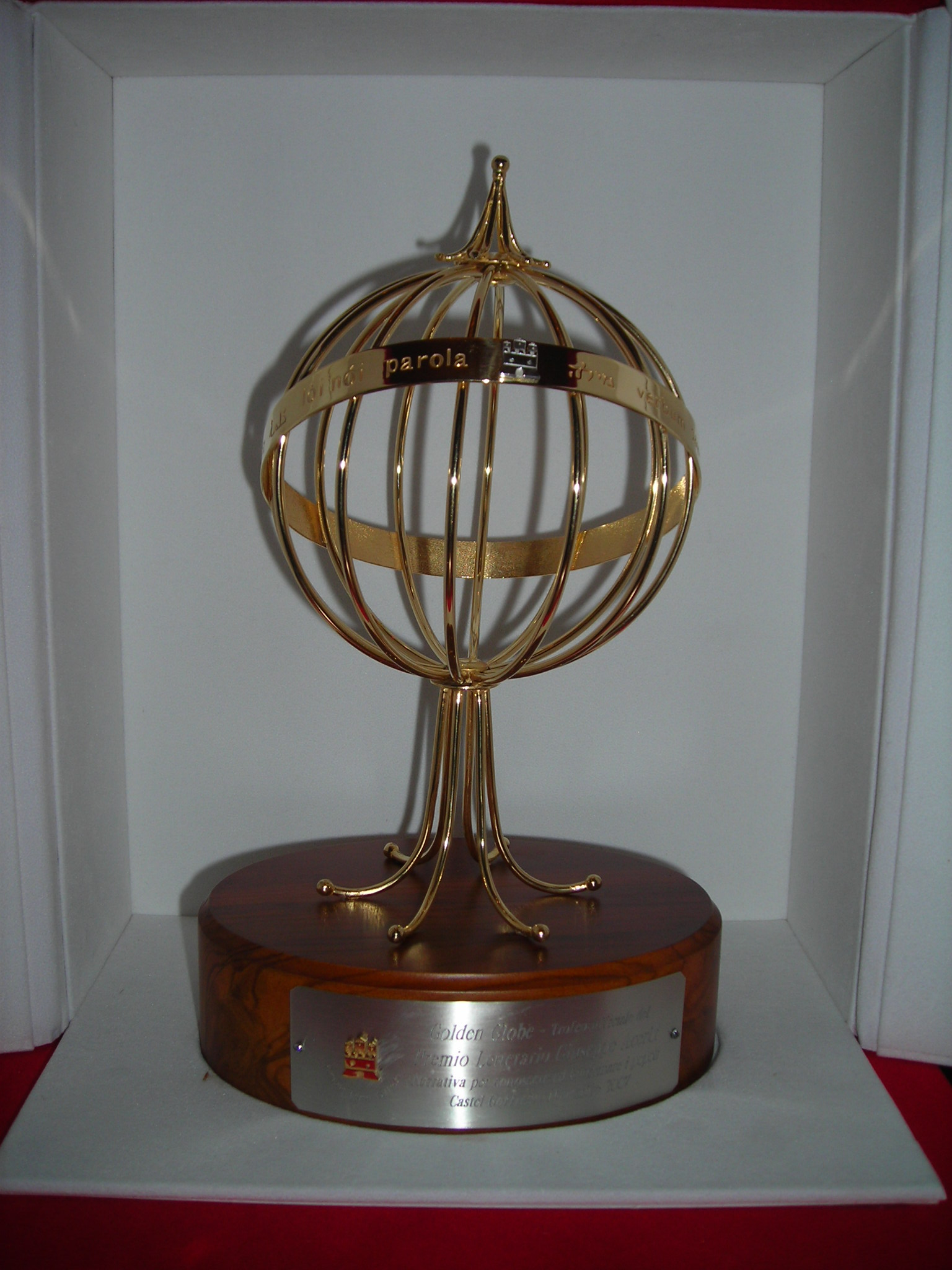
Premio letterario Giuseppe Acerbi.

- 2003 - Premio letterario Giuseppe Acerbi per il romanzo Ombre sulla nostra pelle.